# Georges Brunel (homme politique)
Pour les articles homonymes, voir Georges Brunel et Brunel.
Georges Brunel est un homme politique français né le 1er avril 1838 à Moissac et mort le 11 avril 1890 à Castelmayran.

## Biographie
Maire de Castelmayran, il est élu député de Tarn-et-Garonne en octobre 1885 et siège à droite. L'élection est invalidée et il est battu lors de l'élection partielle.

## Sources
- « Georges Brunel (homme politique) », dans Adolphe Robert et Gaston Cougny, Dictionnaire des parlementaires français, Edgar Bourloton, 1889-1891 [détail de l’édition]